# República de las Islas Jónicas
La República de las Islas Jónicas o República de las Siete Islas es el nombre que recibió la entidad formada por las siete islas del mar Jónico (anteriormente pertenecientes a la República de Venecia) situadas entre Grecia e Italia creada en 1800 bajo la protección de los imperios ruso y otomano. No debe ser confundido con el Heptaneso, que era una región de Grecia durante la dominación otomana formada por las mismas islas.
Las siete islas que formaban la República de las Islas Jónicas eran:
- Corfú (Κέρκυρα), capital: Corfú.
- Paxoí (Παξοί), capital: Gáios
- Léucade (Λευκάδα), capital: Santa Maura.
- Cefalonia (Κεφαλλονιά), capital: Argostoli.
- Ítaca (Ιθάκη), capital : Vathí.
- Zante (Ζάκυνθος), capital: Zante.
- Citera (Κύθηρα), capital: Capsali.

## El periodo ruso
El 21 de marzo de 1800, los Imperios Ruso y Otomano acordaron por el Tratado de Constantinopla crear la república federativa de las Siete Islas. El zar Alejandro I se convierte en el protector oficial de la joven república mientras que el Sultán Selim III mantiene la soberanía nominal a cambio de un tributo de 75.000 piastras que debía pagar al zar cada tres años.
A causa de su importancia estratégica Rusia envía una fuerza de ocupación a la república que se instala en Leucas, pero los cañones de tierra siguen bajo la responsabilidad de un funcionario turco designado específicamente por el Diván.

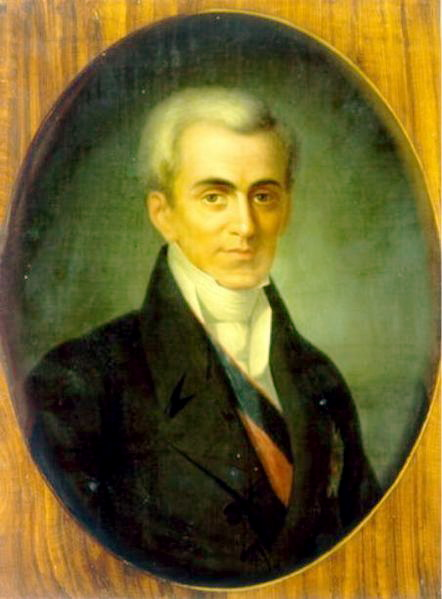
Ioannis Kapodistrias.

Las islas son prácticamente autónomas de hecho. El ejecutivo está constituido por un senado de doce miembros diseminados entre Corfú, Cefalonia y Zante, las tres islas principales, mientras que un príncipe-presidente, elegido por el senado representa a la autoridad suprema. La magistratura está en manos de la nobleza así como el resto de los puestos claves. El clero no ejerce más que una autoridad moral sobre el país. El griego moderno es reconocido como la lengua administrativa, después de siglos de dominación del italiano. La religión considerada como dominante cambia también: la Iglesia católica es desbancada por la Iglesia ortodoxa griega.
Ioannis Kapodistrias, futuro dirigente de la Grecia independiente es uno de los hombres que gobernaron la República. Se encargó de la organización de las islas de Cefalonia, Leucas e Itaca. Se le atribuye asimismo la constitución de 1803.
La República de las Siete Islas es reconocida por la República Francesa, España, la República Bátava y Reino Unido por el Tratado de Amiens el 25 de marzo de 1802. Pero desde el 10 de octubre de 1801 una de las disposiciones de una convención secreta —cuyo fin era consolidar el Tratado de Lunéville—  firmada por Talleyrand en nombre de Francia y por el embajador ruso, el Conde de Markov en nombre de Rusia, reconocía y garantizaba la independencia de la República de las Siete Islas y acordaba que no habría más presencia de tropas extranjeras en las islas. Cuando los turcos amenazaron con intervenir para restablecer el orden anterior y dada la animadversión de la población griega de las islas hacia los turcos Talleyrand aconsejó llevar a cabo una intervención francesa. 
El 14 de noviembre de 1803 se promulga una nueva constitución. Aparentemente más audaz que la anterior finalmente no resulta ser más que una copia hábil de la primera, conservando los aristócratas todo el poder. Solo la nobleza tenía derecho a voto siendo las restricciones numerosas: solo los nobles nacidos en las islas de una unión legítima, cristianos y que dispusieran de unos ingresos importantes o un diploma universitario podían votar. 
Durante ese tiempo Talleyrand exhorta a Napoleón de no intervenir todavía ya que esto podría desencadenar un conflicto europeo. Así, se envió como embajador al general Romieux, un hombre con poca experiencia en la zona. Sus informes son pesimistas, debiendo lidiar asimismo con un influyente partido ruso, potencia que había llevado a cambio un sutil juego de alianzas en la zona: el representante del Imperio ruso era el Conde Georges Mocenigo, figura del partido aristocrático, nacido en Zante y de origen veneciano, de una familia de dogos. La desaparición de la república de Venecia le permitió obtener fácilmente la nacionalidad rusa, siendo elegido para el puesto de cónsul del zar con lo que controlaba los poderes en las islas y gobernaba de facto.

## El periodo francés
En 1806 la posición rusa es cada vez menos sólida en las islas. Alí Pachá sueña con aumentar sus posesiones apoderándose de las islas. Envía para ello a sus secretário, Mehmet Guerini a entrevistarse con Napoleón en Tilsit con el fin de conseguir el aval de Francia a sus proyectos. Al mismo tiempo Napoleón ofrece al zar Alejandro I  las islas Jónicas a cambio de su apoyo. Finalmente el archipiélago pasa a formar parte de Francia con la firma del Tratado de Tilsit en 1807. en agosto de 1807 el general Berthier llega a Corfú y anuncia al senado que las islas pasan a estar bajo protección francesa. Nada cambia en el funcionamiento constitucional, administrativo o judicial de la República. Berthier integra dentro de sus tropas regulares a algunos miles de albaneses expulsados del continente por Alí Pachá. El coronel Minot queda encargado de organizar este regimiento albanés  que tiene como misión defender las islas ya que Napoleón dio orden de que ningún  soldado francés, italiano o napolitano   lo hiciese. La experiencia es un fracaso: los albaneses, más habituados a la guerrilla de montaña, no aceptan con facilidad la disciplina militar. Se llegaron a amotinar en numerosas ocasiones, como en octubre de 1809 cuando los británicos se apoderan de las islas.

## El periodo británico

Bandera de las Islas Jónicas durante el protectorado británico.

Decepcionado por la actitud francesa en Tilsit, Alí Pachá se dirige a los británicos para llevar a cabo su proyecto de anexionarse las islas Jónicas, siendo Kapodistrias determinante en el fracaso del proyecto de Alí Pachá y el establecimiento del protectorado británico. En octubre de 1809 Gran Bretaña ocupa las islas de Cefalonia, Citera, Ítaca y Zante. El 16 de abril de 1810 Léucade, el 13 de febrero de 1814 Paxoí. Corfú, valientemente defendida por el general Donzelot, solo se entregará tras la abdicación de Napoleón. El Congreso de Viena de 1815 sitúa las islas bajo protectorado británico. En 1819 el sultán Mahmut II reconoce el protectorado a cambio de la restitución de Parga que había sido tomada por los británicos el 22 de marzo de 1814.

La República de las Islas Jónicas contando con 200.000 habitantes, unos ingresos públicos de 2 millones de francos y una milicia nacional de 4.000 a 5.000 hombres no podría mantener su independencia; pero Inglaterra mantiene alli unos 2.400 hombres y algunas fragatas. Aseguran que el gobierno británico invertirá hasta 50.000 libras esterlinas en el mantenimiento de fortificaciones y al pago de la parte del sueldo de las tropas que no están bajo el mando del gobierno insular. A ese precio Gran Bretaña controla las llaves del Adriático y vigila el archipiélago.

En efecto, mientras el senado de las Islas Jónicas esperaba que el Congreso de Viena devolviera a la república su libertad, esta es confiada a los británicos que ejercen un estrecho control sobre las islas. Se adopta el nombre de República de las Islas Jónicas en español, United States of the Ionian Islands en inglés, Ηνωμένον Κράτος των Ιονίων Νήσων en griego moderno. El general Campbell, primer representante inglés en las islas tras el congreso de Viena, anuncia que la Corona no reconocerá la existencia de un pueblo jónico libre y pone en marcha una serie de tribunales militares para acabar con toda oposición. Su sucesor, Sir Thomas Maitland, adopta el título de Lord High Commissionner o Gobernador y decide disolver el senado jónico.
Maitland consigue que una Asamblea Constituyente Jónica adopte una constitución de la República de las Islas Jónicas en diciembre de 1817. Un senado o Gerusía (Γερουσία) de seis miembros y una asamblea o Bulé (Βουλή) de 42 diputados gobernaban la República pero todas sus decisiones son sometidas al gobernador británico de la isla que dispone del derecho a veto (de allí el mote de el Abortador que los griegos de la isla dieron a Maitland). El Senado es elegido por los diputados de la Asamblea pero su presidente es designado por el gobernador. La asamblea es aristocrática y elegida por las diferentes islas en función de su población. El gobernador se encarga de las Relaciones Exteriores, de la policía y de la salud pública. Reside en Corfú y es representado por un funcionario o Residente en cada una de las otras seis islas. Este residente dispone localmente de los mismos poderes del gobernador.
Ni los gobernadores posteriores ni los británicos son muy populares entre la población local. Sir Thomas Maitlan es llamado King Tom por los propios británicos y el Abortador por la población griega a causa de su actitud durante la Guerra de independencia griega, ya que decide que las islas permanezcan neutrales mandando encarcelar a los patriotas griegos y ordenando incluso la ejecución de algunos de ellos. Su sucesor Sir Frederick Adam (1824-1835) es también impopular por sus gastos en bienes de lujo. A pesar de haberse casado con una mujer de Corfu y de convertirse en mecenas del arte se le reprocha haber llevado las arcas públicas al borde de la bancarrota. Sir Howard Douglas (1835-1841) fue uno de los menos impopulares gracias a sus acciones en favor de la economía local y a que obligó a los funcionarios a aprender el griego moderno.
La modernización de las islas (carreteras, puentes, colegios, universidad, hospitales, desarrollo del comercio y de la industria) data del periodo británico. Corfú, Zante y Argostoli cuentan cada una con un colegio y un instituto. Lord Guilford inaugura la Universidad de Corfú el 29 de mayo de 1824 y manda crear una biblioteca en la isla. Sir Howard Douglas permite la creación del Banco Jónico (que todavía existe) con el fin de incentivar los préstamos a los agricultores locales. El sistema judicial jónico es copia del sistema británico. Los impuestos directos desaparecen casi en su totalidad reemplazados por tasas a las importaciones y exportaciones.
Una primera tentativa británica de incrementar la autonomía de la república de las Islas Jónicas tuvo lugar bajo el mandato de Lord Seaton (1843-1848), que pensaba que las islas podrían pasar a formar parte del Reino de Grecia. Seaton incentivó el desarrollo de la vida política estableciendo la libertad de prensa y convocando elecciones libres. Sin embargo estas reformas no dejaron a nadie satisfecho: el partido pro-inglés le reprochó haber entregado demasiado poder a los griegos mientras que el partido griego juzgó estas medidas como insuficientes y continuó considerando a los ingleses como opresores. La oposición griega es encabezada por Andreas Mustoxidi.
Los acontecimientos de 1848 tuvieron también su reflejo en las Islas Jónicas. Los radicales o Ριζοσπάστες, acaudillados por Vlacco y Nodaro, trataron de poner fin al control británico. El gobernador Sir Henry Wald decreta el estado de emergencia y reprime todos los movimientos. Sin embargo para evitar el resurgimento de este fenómeno en 1851 se modifica la antigua constitución de 1817 con la intención de aumentar los poderes de las instituciones locales.
La situación no es aceptada del todo por los gobernadores posteriores. El último gobernador, Sir Henry Stow, es tan impopular y dictatorial como King Tom.
En 1864 Gran Bretaña se retira del archipiélago y el 21 de mayo este pasa a formar parte del reino de Grecia. Está retirada puede interpretarse como un regalo británico por la coronación del nuevo rey de Grecia Jorge I, cuya candidatura fue apoyada por los británicos.